# Eduard Augustin
Eduard Augustin (Dresde, Alemania, 10 de septiembre de 1942) es un deportista de la RDA que compitió en piragüismo en la modalidad de aguas tranquilas. Ganó una medalla de plata en el Campeonato Mundial de Piragüismo de 1970, y dos medallas de oro en el Campeonato Europeo de Piragüismo de 1969.

## Palmarés internacional
| Campeonato Mundial | Campeonato Mundial     | Campeonato Mundial | Campeonato Mundial |
| Año                | Lugar                  | Medalla            | Evento             |
| ------------------ | ---------------------- | ------------------ | ------------------ |
| 1970               | Copenhague (Dinamarca) | Medalla de plata   | K4 1000 m          |
| Campeonato Europeo |                        |                    |                    |
| Año                | Lugar                  | Medalla            | Evento             |
| 1969               | Moscú (URSS)           | Medalla de oro     | K4 1000 m          |
| 1969               | Moscú (URSS)           | Medalla de oro     | K4 10 000 m        |